# Nana Ioseliani
Nana Michajlovna Ioseliani (in russo Нана Михайловна Иоселиани?; in georgiano ნანა იოსელიანი?; Tbilisi, 12 febbraio 1962) è una scacchista georgiana (fino al 1992 sovietica).
Si mise in luce vincendo nel 1978 e nel 1979 il campionato europeo juniores (under-20).
Nel 1980 ottenne all'età di 18 anni il titolo di Grande Maestro Femminile.
Vinse due volte il campionato sovietico femminile: nel 1981 (ex aequo con Nona Gaprindashvili) e nel 1982.
Partecipò dal 1980 al 2002 a otto olimpiadi degli scacchi, nel 1980 e 1982 con l'Unione Sovietica, poi con la Georgia.

Realizzò complessivamente +49 =32 –7 e vinse ben 14 medaglie, tra le quali 5 d'oro di squadra e 2 d'oro individuali.
Vinse due volte il torneo dei candidati per il campionato del mondo femminile, qualificandosi per il match con il titolo in palio:
- nel 1988 perse a Tel Aviv 7 ½ - 8 ½ contro la connazionale Majja Čiburdanidze
- nel 1993 perse nel Principato di Monaco 2 ½ - 8 ½ contro la cinese Xie Jun

Raggiunse il massimo rating Elo in luglio del 1997, con 2520 punti.
Dal 2003 non partecipa più a competizioni importanti.